# Lapsias melanopygus
Lapsias melanopygus är en spindelart som beskrevs av Lodovico di Caporiacco 1947. Lapsias melanopygus ingår i släktet Lapsias och familjen hoppspindlar. Inga underarter finns listade i Catalogue of Life.